# Antirreduccionismo
El antirreduccionismo es la posición en la ciencia y metafísica que contrasta con el reduccionismo (anti-holismo) al defender que no todas las propiedades de un sistema pueden explicarse en términos de sus partes constituyentes y sus interacciones.

## Conceptos generales
Lo opuesto al reduccionismo es el holismo, palabra acuñada por Jan Smuts en Holism and Evolution, según la cual la comprensión de un sistema sólo puede hacerse como un todo. Una forma de antirreduccionismo (epistemológico) sostiene que simplemente no somos capaces de comprender los sistemas al nivel de sus constituyentes más básicos, por lo que el programa del reduccionismo debe fracasar. El otro tipo de antirreduccionismo (ontológico) sostiene que tal explicación completa en términos de constituyentes básicos no es posible ni siquiera en principio para algunos sistemas. Robert Laughlin, por ejemplo, apoya este punto de vista. Disciplinas como la cibernética y la teoría de sistemas adoptan una visión no-reduccionista de la ciencia, llegando a veces a explicar los fenómenos de un determinado nivel de jerarquía en términos de fenómenos de un nivel superior, en cierto sentido, lo opuesto a un enfoque reduccionista.
Aunque dividir fenómenos complejos en partes es un método clave en la ciencia, existen esos fenómenos complejos (por ejemplo, en física, psicología, sociología, ecología) donde el enfoque no funciona. El antirreduccionismo también surge en campos académicos como la historia, la economía, la antropología, la medicina y la biología, ya que los intentos de explicar fenómenos complejos utilizando modelos reduccionistas no brindan una visión satisfactoria.

## Visiones específicas
Un ejemplo de antirreduccionismo en psicología es la ontología propuesta por Donald Davidson de lo que él llama 'eventos' y su uso "para proporcionar una respuesta antireduccionista al debate mente/materia... [y para mostrar que]... la imposibilidad de intertraducir los dos idiomas por medio de leyes psicofísicas bloquea cualquier relación analíticamente reductiva entre... lo mental y lo físico".
Karl Popper fue un famoso defensor del antirreduccionismo. En su ensayo Sobre nubes y relojes, Popper clasificó los fenómenos en dos tipos: fenómenos de "reloj" con una base mecánica y fenómenos de "nube" que son indivisibles y dependen de la emergencia para su explicación.

Por ejemplo, Popper pensaba que no es posible una explicación materialista de la conciencia. Max Velmans explica la visión reduccionista sobre la conciencia:
La mayoría de los reduccionistas aceptan que la conciencia parece ser diferente de los estados (o funciones) del cerebro, pero afirman que la ciencia descubrirá que no es más que un estado o función del cerebro. En resumen, en su mayoría aceptan que los estados cerebrales y los estados conscientes son concebiblemente diferentes, pero niegan que sean realmente diferentes (en el universo que habitamos).
El propio Velmans no está de acuerdo con esta postura reduccionista. La oposición a este reduccionismo mente = cerebro se encuentra en muchos autores. Una cuestión que se menciona con frecuencia es que la ciencia no puede explicar el problema difícil de la conciencia, los sentimientos subjetivos llamados qualia. Otra objeción, cuya formulación explícita se debe al físico y filósofo Thomas Kuhn, es que la ciencia no es una entidad autónoma, porque las teorías que utiliza son creaciones de la mente humana, no resultados inevitables de la experimentación y la observación, y los criterios para la adopción de una teoría en particular no son definitivos en la selección entre alternativas, sino que requieren información subjetiva. Incluso la afirmación de que la ciencia se basa en la comprobación de sus teorías ha recibido reservas.
Según Alexander Rosenberg y David Kaplan, el conflicto entre el fisicalismo y el antirreduccionismo puede resolverse, que "tanto los reduccionistas como los antirreduccionistas aceptan que, dados nuestros intereses y limitaciones cognitivos, las explicaciones no moleculares pueden no mejorarse, corregirse o basarse en las moleculares". Sin embargo, otros encuentran que el conflicto entre el reduccionismo y el antirreduccionismo es "uno de los problemas centrales en la filosofía de la psicología... una versión actualizada del viejo problema mente-cuerpo: cómo los niveles de las teorías en las ciencias del comportamiento y del cerebro se relacionan entre sí". otro. Muchos filósofos contemporáneos de la mente creen que las teorías cognitivo-psicológicas no se pueden reducir a teorías neurológicas... la mayoría de los fisicalistas no reduccionistas prefieren la idea de una dependencia unidireccional de lo mental con respecto a lo físico".